# Prodrug
En prodrug er et inaktivt stof i den form som det indtages. Når en prodrug kommer ind i kroppen bliver det omdannet til den aktive form. Omdannelsen sker ved at en del af stoffets kemiske struktur ændres. Selve lægemiddelstoffet er altså uden terapeutisk effekt.

## Eksempel
Eksempel på et prodrug er kodein som i leveren omdannes til morfin.